# X-Wars
X-Wars – komputerowa gra strategiczna stworzona przez Sebastiana Lagemanna i Nilsa Mitoussisa. W 2007 roku została przejęta przez niemieckie studio Mediatainment GmbH. Istniało kilka różnojęzycznych serwerów, m.in. francuski i polski, a kontrolę nad nimi powierzano lokalnym administratorom. 15 lutego 2012 wszystkie poza niemieckim zostały wyłączone, lecz miesiąc później został wygaszony ostatni istniejący serwer gry. Rejestracja i gra były darmowe.

## Rozgrywka
Akcja gry toczyła się w przestrzeni kosmicznej. Gracz zaczynał posiadając jedną planetę, na której rozwijał przemysł (oparty na sześciu surowcach), badania naukowe, budował flotę i systemy obronne. Charakterystyczną cechą gry była możliwość projektowania własnych pojazdów oraz eksploracja systemów planetarnych za pomocą sond. W X-Wars dostępne były do wyboru cztery rasy oraz siedem frakcji.